# Wakīl
Wakīl (arabisch وكيل), auch Vakil oder – in der älteren englischsprachigen Literatur – Vakeel, von arab. wakāla, „autorisieren, bevollmächtigen“, bezeichnet im arabisch-indopersischen Raum einen Gesandten, Bevollmächtigten, Agenten oder Diplomaten, oft auch lediglich einen Schreiber.
Der Begriff hat im religiösen Bereich, im Vertrags- und Handelsrecht bis heute Bedeutung.
Er bezeichnete in historischer Zeit, u. a. an den Fürstenhöfen Indiens, bei den Osmanen, den Seldschuken und persischen Safawiden auch Diplomaten, Gesandte und einflussreiche Beamte.
Im heutigen Hindi und Urdu ist vakīl (hindi वकील, urdu وکیل) die Bezeichnung für einen Rechtsanwalt.
Wakil wurde darüber hinaus zum Namensbestandteil (Familienname).